# Mocsárosdűlő
Mocsárosdűlő Budapest egyik városrésze a III. kerületben. A Mocsárosdűlő egykor a Duna ártere volt; területének nagy része 2002 óta természetvédelmi terület. Teljes területe 156 hektár, ebből 24,6 hektár élvez védettséget. 85 hektár jellemzően kaszáló, illetve fás, erdős terület. Ez utóbbi helyen ma is találhatóak szeméttel szennyezett részek, de ezek kiterjedése folyamatosan csökken. A különböző civil és egyéb környezetvédelmi akciók nyomán 2009 óta mintegy 3000 köbméter szemetet távolítottak el. A területen életvitelszerűen jelenlévő három állattartó (saját érdekeit is képviselve) törekszik Mocsárosdűlő tisztaságának megteremtésére, a megtisztított területeken annak fenntartására.

## Fekvése
Az Arany-hegy és a Péter-hegy lábánál, az „ősduna” alliviumán elterülő lefolyástalan, vizenyős, csaknem sík terület. 
A háttérben lévő hegyek csapadékvizei, magas vízállásnál a Duna visszaduzzasztó hatása, valamint a közeli karsztvízforrások táplálják a dűlő talajvizét. A Duna magas vízállásánál és télen megemelkedik a talaj vízszintje. A Rómaifürdőnél feltörő karsztvízből is kap vizet. Nyáron viszont száradás lép fel, mert a talajvíz egy része a Mocsárosból is a Rómaifürdő felé áramlik. A hajdani árkokat, melyek az Aranyhegyi-patakba vezették a felesleges vízmennyiséget, a vasútépítések és útépítések betemették, így bizonyos pontokon pangó vízállások, másutt szikesek képződtek. A gyárak telepítésével; a rakpart, a fürdő, a mezőgazdasági területek kialakításával, végül a lakótelepek építésével a hajdani nagy kiterjedésű mocsarak és láprétek leszűkültek. A nádas-magasságos élőhelyeken, a mocsárréten és a szikeseken mindenütt szemétlerakások „virítanak”.
A területen jórészt víz hatására kialakult réti talajokat találunk, kémhatásuk semleges, vagy enyhén bázikus („lúgos”). E jellemzőket a jelenlegi növényállomány is jól jelzi.
Határai 2012-ig: Aranyhegyi út a MÁV esztergomi vonalától – Határ út – Szentendrei út – a MÁV esztergomi vonala az Aranyhegyi útig.
2012-ben az Aquincum történelmi településhez tartozó összes műemléki és régészeti területet Aquincum városrészhez csatolták, ami a gyakorlatban az Aquincum vasúti és HÉV megállóhelyek körüli területet jelentette. Eszerint 2012. december 12-e óta határai az Aranyvölgy utca – Huszti út meghosszabbítása Aranyvölgy utca Zsófia utca között – Zsófia utca – Szentendrei út – Határ út – Aranyhegyi út.

### Megközelíthetőség
Szentendrei HÉV-vel Aquincum vagy Rómaifürdő megállóhelytől rövid sétával, míg a MÁV esztergomi vonalán Óbuda állomástól az Aranyhegyi úton. Autóval pedig a Szentendrei útról a Zsófia utcán át lehetséges.

## Története
Hidrogeológiai kutatások alapján Csillaghegy helyén nagyjából hatezer évvel ezelőtt a Duna jobb parti mellékága folyt, amelynek ívét az utcahálózat mellett a nyugat felöli hegyek vízfolyásait összegyűjtő Csillaghegyi-árok medre és Mocsárosdűlő vízi élővilága őrzi.
A Mocsárosdűlő arculata az elmúlt 100 évben sokat változott. Nevét valószínűleg talajáról kapta. A középkorban egy tó volt itt. (Csapadékban gazdagabb időjárás esetén a jelenben is kialakulnak időszakos állóvizek.)
1920-tól kezdve többször is javasolták védettségre; 1942-ben például Pénzes Antal a Sas-heggyel, a Tündérsziklával és a Rómaifürdővel együtt, de a háború ezt meghiúsította. 1958-ban Zólyomi Bálint újra tett egy kísérletet a terület természetvédelmi oltalom alá helyezésére, sikertelenül. Az 1960-as évek közepétől nagyarányú beépítés kezdődött a HÉV nyugati oldalán is. Átépült a strandfürdő is.
Az 1990-es évek vége felé a növények több mint ötven százaléka a degradáltságot jelezte. 1993-ban családiházas lakótelepet terveztek ide horgásztóval, ám a projektből nem lett semmi. 1995-ben ide szánták a Gulliver nevű óriást, ami megmutatta volna az emberi testet belülről, de ez sem valósult meg. A 2000-es évek elején lakóházakat és sporttelepeket álmodtak a városrészbe, amikor is, a sok nehézség ellenére 2002-ben végül védetté nyilvánították.
Természetvédelmi oltalomban történő részesítése az utolsó utáni pillanatban történt, hiszen ma már alig maradt olyasmi a területen, amit védeni érdemes. Védettsége mégis fontos, mivel a fővárosban alig akad vizes élőhely. Régebbi, körülbelül fél évszázaddal ezelőtti felmérések kimutatták, hogy az akkori növényfajok háromnegyede természetes állapotra utalt.
A védetté nyilvánítás óta a terület kezelése tartalmazza a juhokkal, szarvasmarhákkal és lovakkal történő karbantartás lehetőségét is. Az állatokkal jártatott legelőrészek, házhelyek talajfelszíne és növényzete újra zárul, és lassan ismét megjelennek az eredeti flóra és fauna képviselői. A védett részen 2012-ben a Fővárosi Önkormányzat Környezetvédelmi Alap pályázatának támogatásából 8 táblából álló tanösvény létesült. Ugyanezen évben a terület egy része fővárosi szinten is védettséget kapott.
A területen az Aquincum-Mocsáros Egyesület próbálja óvni a helyi élővilágot.
A Fővárosi Közgyűlés 2012. december 12-én a városrész határait úgy módosította, hogy a római Aquincum településhez tartozó részeket Aquincum városrészhez csatolta.

## Élővilága
A 19. században még sok értékes, de mára kipusztult növényfajt jegyeztek fel. Az 1990-es években újra felmérték. Ekkor megállapították, hogy vannak még viszonylag zavartalan részek. Bolygatatlan területeken magas a védett és mutatós fajok előfordulása.
Jelenleg olyan, Magyarországon védett növények találhatóak itt, mint a méhbangó, a kornistárnics, a vitéz kosbor, a hússzínű ujjaskosbor, a sűrűlevelű békaszőlő, a fehér madársisak, a mocsári kosbor, vagy a mocsári nőszőfű. Ezeken kívül előfordulnak még a hasonló adottságú helyekre jellemző egyéb növényfélék is.
A fajlisták szerint gyakorlatilag minden élőhelyen a zavarástűrő és a gyomfajok dominálnak, a társulásalkotó és kísérő fajok csak szórványosan alkotnak összefüggő állományt.
1993-ban 36 védett állatfajt jegyeztek fel a környéken. Ezek között nem csak madarak (mint pl. a fekete rigó, a kis fakopáncs, a zöld küllő, a barna rétihéja stb.), hanem emlősök (üregi nyúl, pocok és egér), hüllők (pl. mocsári teknős) és kétéltűek (pl. tarajos gőte, vöröshasú unka), valamint rovarok (pl. kékfutrinka, pézsmacincér, holyvabogár stb.) és puhatestűek (pl. tányércsiga vagy lópióca) is vannak.